# Carcelia xanthohirta
Carcelia xanthohirta là một loài ruồi trong họ Tachinidae.